# Wielkie Joł
Wielkie Joł – polska wytwórnia hip-hopowa znana aktualnie również jako NWJ, powołana we wrześniu 2002 roku przez rapera – Jacka „Tedego” Granieckiego oraz Piotra Ostaszewskiego znanego jako DJ Ostasz – organizatora koncertów i działacza hip-hopowego. Od 2006 roku DJ Ostasz nie jest współwłaścicielem wytwórni. Do 2019 obowiązki dyrektora wykonawczego pełnił Kamil „Jakuza” Jaczyński, którego zastąpił Maciej Maj. 
Poza solowymi albumami Granieckiego firma wydała nagrania takich wykonawców jak: DonGURALesko, Warszafski Deszcz, WSZ & CNE, Numer Raz, Sistars, PTP, Macca Squad, Wice Wersa, Analogia, Abel czy Smagalaz.
Od 2019 dystrybucją fizyczną płyt Wielkie Joł zajmuje się Asfalt Records. 10 maja 2022 roku wytwórnia podpisała kontrakt w zakresie cyfrowej dystrybucji albumów z Sony Music Entertainment Poland.